# Nicolás Spolli
Nicolás Federico Spolli (Coronel Bogado, Provincia de Santa Fe, Argentina, 20 de febrero de 1983) es un exfutbolista argentino. Jugaba como defensa central.

## Trayectoria
Debutó en la Primera división argentina en el año 2005 de la mano de Arsenio Ribeca, y se afianzó rápidamente como titular y referente del equipo, llevando la cinta de capitán en varias oportunidades. En marzo de 2009 fue transferido a Italia. 
Si bien se desempeña como defensor, Spolli convirtió varios goles debido a su presencia en el área rival, donde se caracteriza por su altura y buen juego aéreo.

## Clubes
| Club              | País      | Año       | PJ  | Goles |
| ----------------- | --------- | --------- | --- | ----- |
| Newell's Old Boys | Argentina | 2005-2009 | 115 | 10    |
| Calcio Catania    | Italia    | 2009-2015 | 154 | 7     |
| A. S. Roma        | Italia    | 2015      | 1   | 0     |
| Carpi F. C. 1909  | Italia    | 2015      | 5   | 0     |
| Chievo Verona     | Italia    | 2016-2017 | 33  | 0     |
| Genoa CFC         | Italia    | 2017-2019 | 30  | 0     |
| FC Crotone        | Italia    | 2019-2020 | 20  | 0     |